# Parmehutu
Die Parmehutu (französisch Parti du Mouvement de l'Emancipation Hutu; englisch Party of the Hutu Emancipation Movement), auch bekannt als MDR-Parmehutu (Mouvement démocratique republicain Parmehutu, Parmehutu Democratic Republican Movement) war eine politische Partei im Königreich Ruanda und im Königreich Burundi.

## Geschichte
Sie wurde von Grégoire Kayibanda am 10. Oktober 1959  gegründet als politische Partei von moderaten Hutu-Nationalisten, welche für die Emanzipation der unterdrückten Hutu-Minderheit fochten. Kayibanda stürzte die Tutsi-Monarchie des Mwami Kigeri V. im Jahre 1961 und ernannte eine Regierung der Hutu.
Nach der Unabhängigkeit im Juli 1962 wurde Parteichef Kayibanda nun der Präsident der Republik Ruanda. Im Jahre 1965 wurde die Parmehutu zur einzigen legalen Partei im Land erklärt. Im Putsch vom Juli 1973 wurde Kayibanda von seinem Cousin Juvénal Habyarimana aus seinem Amt verdrängt, und die Parmehutu-Partei wurde verboten.